# Mike Webster
Michael Lewis Webster (Tomahawk, Wisconsin, Estados Unidos; 18 de marzo de 1952-Pittsburgh, Pensilvania, Estados Unidos; 24 de septiembre de 2002), más conocido como Mike Webster, fue un jugador profesional de fútbol americano que jugaba en la posición de center.
Jugó a nivel universitario en Wisconsin antes de ser elegido por los Pittsburgh Steelers en la quinta ronda del Draft de la NFL de 1974. Permaneció quince temporadas en los Steelers, con los que ganó cuatro títulos de Super Bowl. Se retiró en 1990 tras disputar dos temporadas con los Kansas City Chiefs.
Webster está considerado como uno de los mejores centers de la historia. Fue incluido en el Salón de la Fama del Fútbol Americano Profesional en 1997 y fue elegido para los equipos ideales de la NFL de las décadas de 1970 y 1980, así como para los equipos del 75 y 100 aniversario de la liga.
Falleció el 24 de septiembre de 2002 a los 50 años de edad a causa de un ataque al corazón. Posteriormente fue diagnosticado con encefalopatía traumática crónica (CTE), una enfermedad neurodegenerativa causada por traumatismos craneales reiterados. Webster fue el primer jugador de fútbol americano en ser diagnosticado con esta enfermedad y desde entonces ha sido un símbolo de los daños en la cabeza en la NFL y del debate sobre la seguridad de los jugadores de fútbol americano.